# Burgkunstadt
Burgkunstadt (dříve také Burg-Unstat) je město v německé spolkové zemi Bavorsko, hlavní město zemského okresu Lichtenfels ve vládním obvodu Horní Franky. K 31. prosinci 2020 zde žilo 6399 obyvatel.

## Poloha
Centrum starého města leží asi jeden kilometr severně od řeky Mohan, mezi Lichtenfelsem a Kulmbachem. Horní část města je situována na skalním výběžku z pískovce, dolní město se rozprostírá hlavně podél dnes již z velké části zastavěného Mühlbachu. Nejvyšší polohu 517,2 metrů nad mořem má vrch Spitzberg poblíž místní části Gärtenroth.

## Místní části
město má 19 místních částí:
- Burgkunstadt s Meuselsbergem a Kaltenreuthem
- Mainroth
- Theisau s Mainkleinem
- Weidnitz
- Ebneth s Hainweiherem a Pfaffeggettenem
- Gärtenroth s Wildenrothem, Lopphofem, Ebenem, Flurholzem a Neue Weiherem
- Kirchlein s Reuthem a Hainzendorfem
- Neuses am Main

## Historie

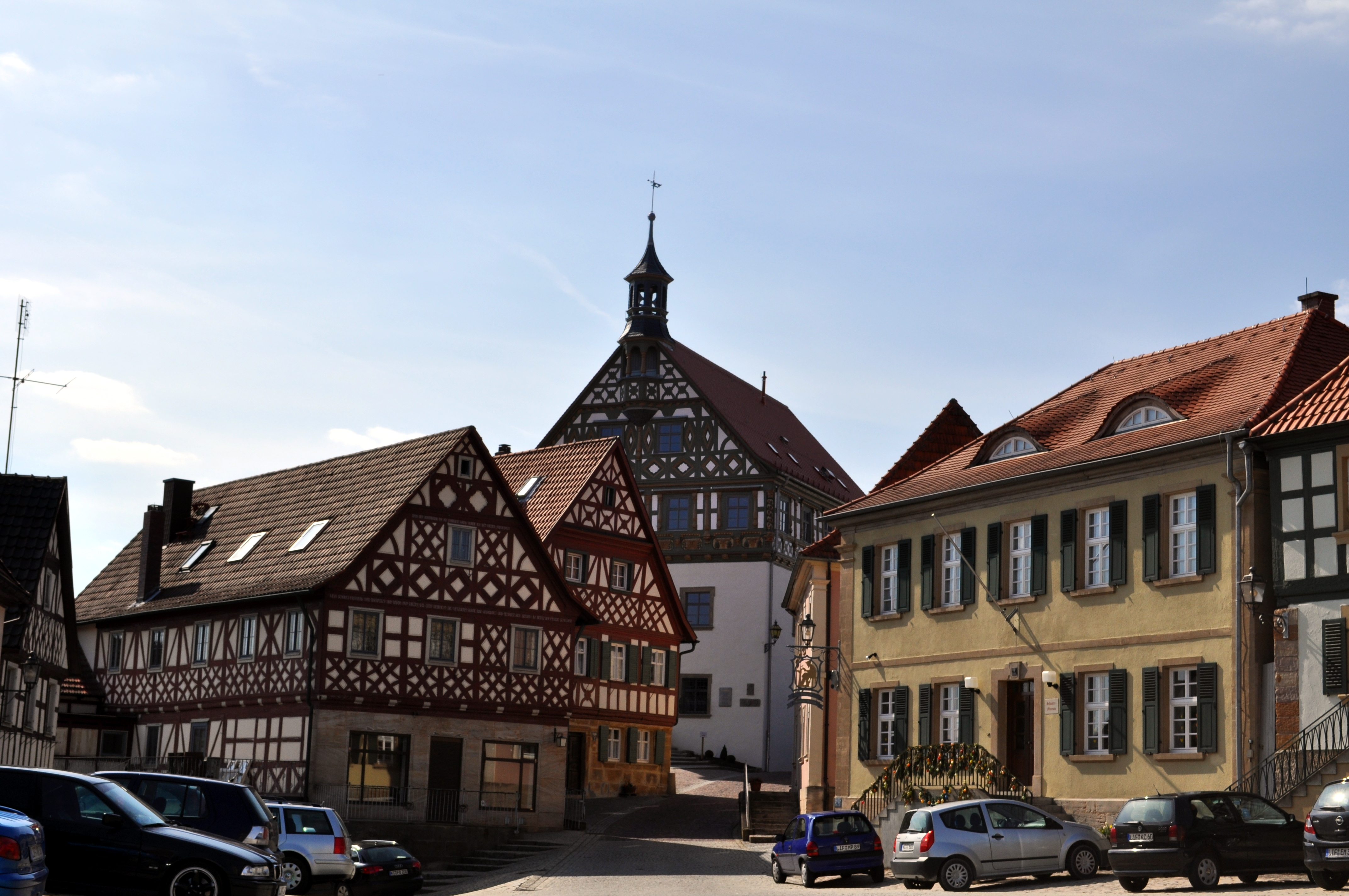
Tržní náměstí, vzadu radnice, vpravo muzeum

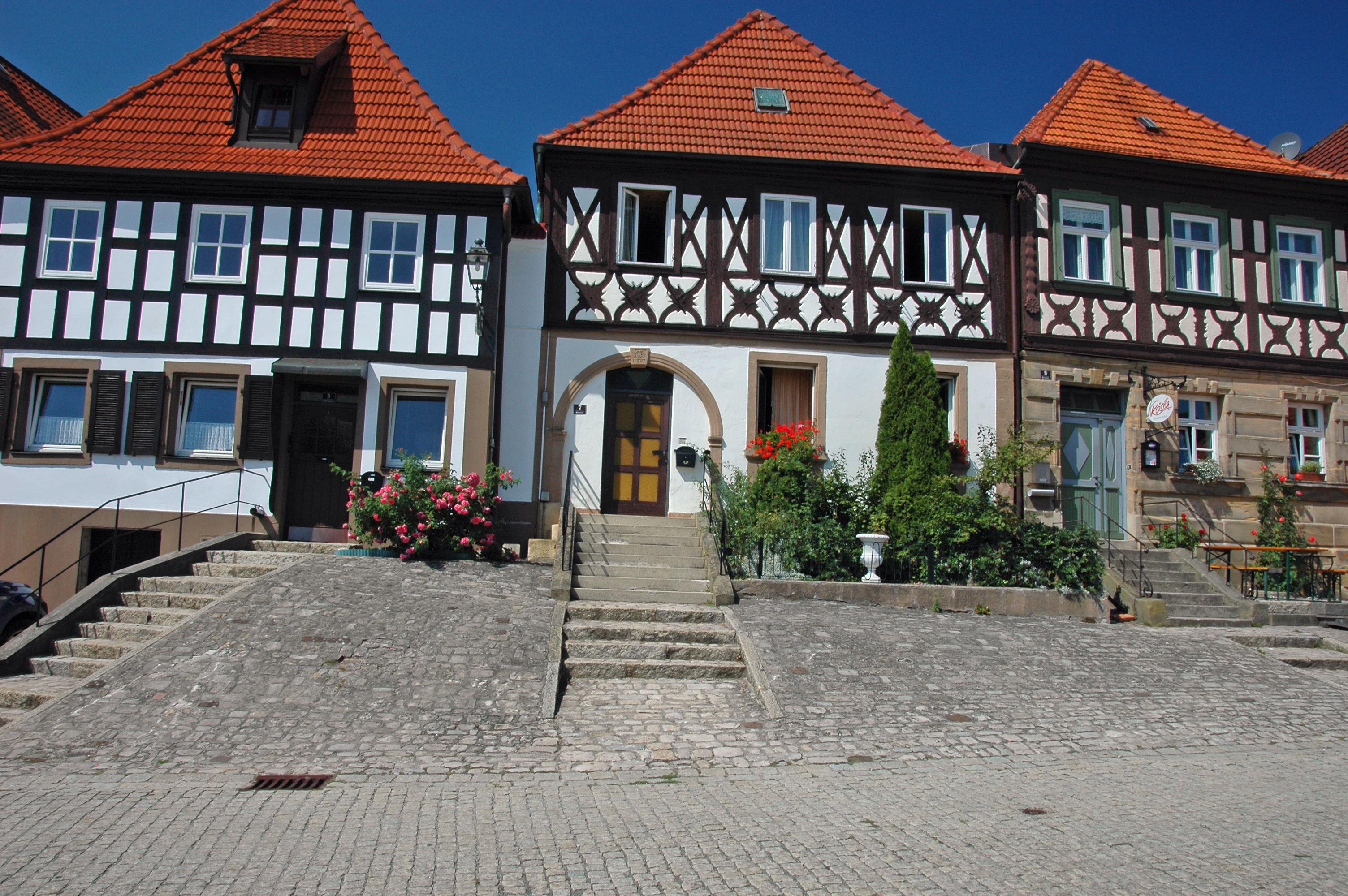
Hrázděné domky se sklepy

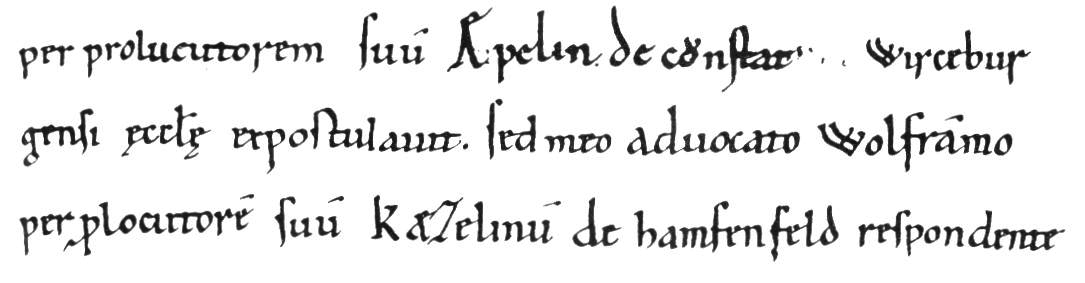
Aepelin z Counstatu a kostel v darovací listině ze synodu roku 1092

První písemná zmínka o osídlení oblasti pochází z roku 741, archeologické nálezy keramiky v horním městě svědčí o slovanském osídlení té doby. Sídlo vyrostlo při obchodních cestách a splavné řece Mohanu. V letech 827 až 851 se podle zápisu v Eberhardově kodexu nazývalo „villa Kunestadt“ a hraběnka Blitrud je darovala klášteru benediktinů ve Fuldě.
Zmíněný Kunibert dal pozdějšímu městu své jméno. V roce 830 mohl obývat rozsáhlý, přibližně 5 000 m² velký hradní komplex značného vojenského významu, ovládající rozsáhlé panství. Během karolínského období existovala v Horních Frankách jediná srovnatelná pevnost, hrad v Bambergu. Burgkunstadt s kostelem se 13. dubna 1059 uvádí jako léno, jež spravoval „Aepelin de Counstat“, pravděpodobně totožný s purkrabím Vojtěchem z Constatu. Kolem roku 1160 zde stál štaufský hrad Reichsburg, který císař Fridrich Barbarossa používal při svých jednáních a k náboru vojáků pro italská tažení. V roce 1160 získal castrum cunstat bamberský biskup Eberhard II, který určil jeho úlohu při zabezpečení obchodních cest a nadal jej privilegiem. Roku 1323 nebo 1327byl městem s určitými městskými právy. Kníže-biskup Fridrich z Bamberku udělil městu všechna městská práva 27. dubna 1426.
V německé selské válce od roku 1525 zdejší sedláci drancovali a ničili vše katolické, další destrukce středověkých staveb následovaly ve třicetileté válce a ve vzájemné "pivní válce" bavorských měst o právo várečné. V sedmileté válce roku 1757 město vyplundrovalo pruské vojsko, které táhlo do Čech. Časná industrializace města pak zkázu starého města dovršila. V letech 1880 až 1990 byla zdejší obuvnická továrna jednou z největších v Německu. Během druhé světové války zásobovala armádu a pracovali v zajatci. Židovská čtvrť byla zlikvidována hned po nástupu A. Hitlera k moci roku 1933. Druhá světová válka pro město neznamenala zakovou pohromu jako pro okolní oblast, nebylo vybombardováno. K likvidaci prvních industriálních staveb došlo v 60. až 80. letech 20. století.

## Současnost
Díky historickému urbanistickému konceptu města a množství zachovaných kamenných domů s hrázděnou konstrukcí pater, (které byly od 90. let 20. století systematicky opravovány) patří kromě průmyslu k významným benefitům turistický ruch.

## Památky

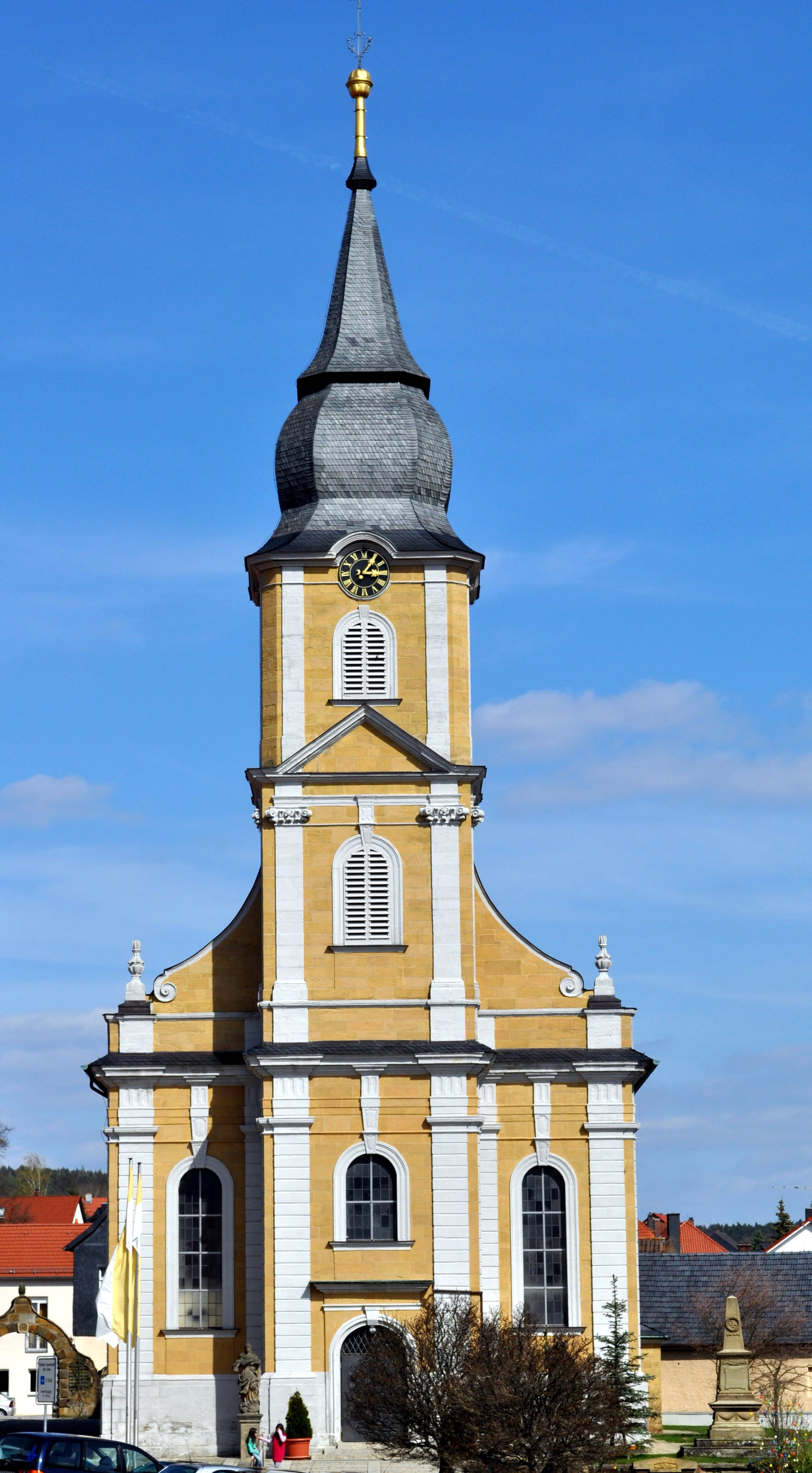
Katolický kostel

- Městský římskokatolický kostel sv. Jindřicha a Kunhuty - románského původu, vícekrát přestavěn, fasáda pozdně barokní[2]
- Kaple pěti ran Kristových (Fünf Wunden Kapelle) - barokní poutní chrám z roku 1666, postavený pro zázračný obraz Bolestného Krista z roku 1518
- Radnice - čtyřpatrová barokní stavba s věžičkou
- Zděné hrázděné domy ze 16.-18. století s původními kamennými sklepy pro pivní sudy, přístupnými z ulice
- Luteránský kostel Panny Marie, sv. Petra a Pavla v místní části Gärtenroth
- Schustermuseum - Obuvnické (ševcovské) muzeum, založeno roku 1985, kromě své specializace na dějiny obuvnictví vystavuje archeologické nálezy.